# Vụ chìm tàu chở người nhập cư Lybia tháng 4 năm 2015
Vụ chìm tàu hai tàu chở hàng ngàn người nhập cư từ Libya sang châu Âu xảy ra trên Địa Trung Hải trong một tuần vào tháng 4 năm 2015. Cùng hơn 1.100 người được cho là đã chết. Vụ chìm đầu tiên diễn ra vào ngày 13 tháng 4 và thứ hai xảy ra vào ngày 19 tháng 4. Khu vực gặp nạn cách bờ biển Libya khoảng 27 km, cách đảo Lampedusa của Italia khoảng 210 km. 23 tàu và 3 trực thăng tham gia vào cuộc tìm kiếm. Tàu của hải quân và tuần duyên Italia, cùng các tàu hàng trong khu vực và một tàu tuần tra của Malta đã tham gia vào hoạt động tìm kiếm cứu hộ.